# Photinastoma
Photinastoma is een geslacht van weekdieren uit de klasse van de Gastropoda (slakken).

## Soort
- Photinastoma taeniatum (G. B. Sowerby I, 1825)